# エクレール (カメラ)
エクレール（Éclair ）は、フランスのエピネー＝シュル＝セーヌで、Charles Jourjonによって1907年に創業された映画の製作に必要な機材や現像、カメラの製造を行っていた会社である。現在はブランド名あるいはサービス名としてのみ残っている。
元々は映像製作会社だったが、1912年にカメラの製造に参入し、数々のフランス映画の製作を支えて来た。同軸式カメラマガジンは簡単に交換できるため、映画撮影において革新的ですばやい交換が要求されるドキュメンタリーの製作で多く使用された。
会社は1968年に映画プロジューサーのハリー・サルツマンに買収され、別の映画制作会社デブリー（Debrie）と合併してイギリスで登記され、エクレール・デブリー（Éclair-Debrie ）となり、イギリスに生産拠点を移したが、1973年に破産し、フランスの残資産を引き継いでいたSOREMEC-CEHESSの1部門のéclair Internationalとしてフランスで生産を再開した
。
1986年にカメラ部門はアトーンに売却されたが、現像所とポストプロダクションの事業は活動を続けた。
その後、関係会社各社が合わさり、エクレア・グループ(Eclair Group)を形成し、古い映画のリストア事業等を行っていたが、2015年にYmagisグループに買収され、グループ内でEclair PréservationとEclair Digital Servicesの事業を立ち上げて事業継続した。
2023年には、Netgemグループが、YagisグループよりEclairの事業を買収し、eclair preservationとeclair valorisationのサービス名で、フランスの映画・テレビのフィルムの80%といわれる映像資産の、保管・品質管理・リストア・デジタル化等の事業を行っている
。

## カメラ製品一覧

### 35mm
- カメレクレール

（Caméréclair 、1928年発売）
- カメ300レフレックス

（Camé 300 Réflex ）
- カメフレックス

（Caméflex 、1947年発売）
肩掛け式で持ち運びでき、簡単にマガジンを交換できるなど革新的な設計で、フィクション映画のヌーヴェルヴァーグの作品で主要な位置を占めた。

### 16mm

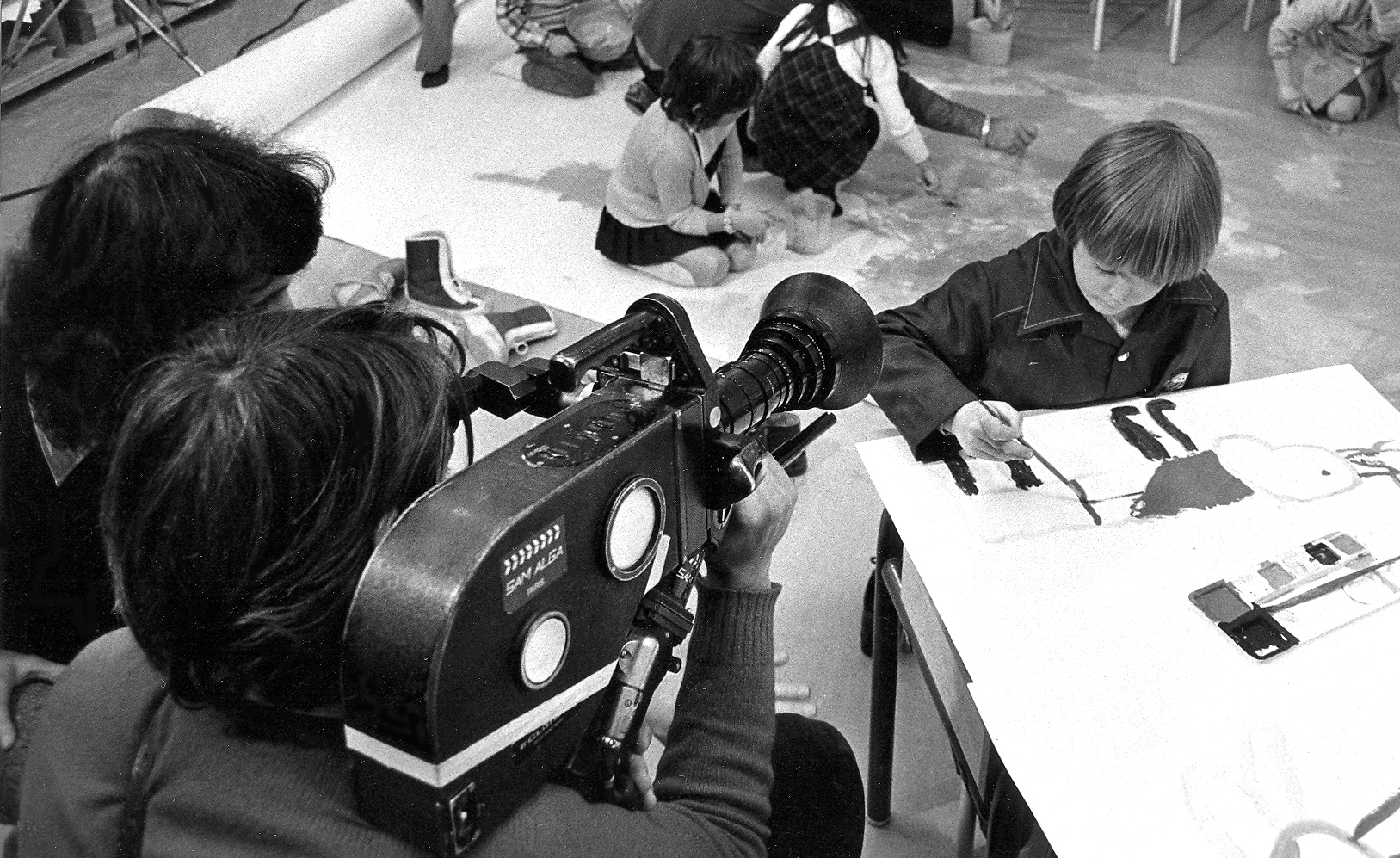
Éclair 16 NPR (1960).

- エクレールNPR

（Eclair NPR 、1960年発売）
シンクロカメラ。機種のNPRはノイズレス・ポータブル・レフレックス（Noiseless Portable Reflex ）の頭文字。レンズマウントはCマウント2本ターレットだがアダプターによりニューアリマウントのレンズも使用できる。
- エクレールACL

（Eclair ACL 、1971年発売）
フォーカルプレーン式シャッターとレフレックス用の振動式ミラーによりカメラの大きさを最小限に抑えた小型軽量モデルでドキュメント映画に好んで使用された。レンズマウントはCマウントだがアダプターによりニューアリマウントのレンズも使用できる。
機種名のACLは設計者の名前であるアガスティ・コマ（Agusti （Austin） Coma ）とジャック・ルクール（Jacques Lecoeur ）に由来する。
俗称「ミニ・エクレール」。
- エクレールEX16

（Eclair EX16 ）
ファインダー固定。24または25コマ/秒固定。
- エクレールパノラム

（Eclair PANORAM ）
最初の16+スーパー16デュアルフォーマットカメラでバリゲート（Varigate ）システムを備えている。